# Şalcı Şöhret
Şalcı Şöhret (gest. 1925 oder 1926 in Erzurum) war eine gewöhnliche türkische Witwe. Sie wurde als erste Frau in der Republik Türkei im Jahr 1925 oder 1926 in Erzurum hingerichtet und war auch die einzige Frau, die wegen Verstoßes gegen das Hutgesetz hingerichtet wurde.
Şalcı Şöhret („Schalmacherin Şöhret“) wurde auch „Şalcı Bacı“ („Schwester Schalmacherin“) genannt. Ihr Ehemann fiel im Türkischen Befreiungskrieg. Um ihre beiden Söhne durchzubringen, verkaufte sie selbstgemachte Schals und Strümpfe auf dem örtlichen Markt oder als Hausiererin.
Bekannte informierten sie eines Tages, dass ihre Söhne den örtlichen Amtssitz des Gouverneurs mit Steinen bewarfen aus Protest gegen das Hutgesetz. Als sie hineilte und ihre Söhne nicht fand, verlor sie in der irrigen Annahme, die Polizei habe ihre Kinder eingesperrt, die Selbstbeherrschung und ging mit ihren Holzpantinen auf die Polizisten los. Dabei wetterte sie lautstark über die neumodischen Hüte der Beamten. Anderen Quellen zufolge soll sie geäußert haben, mit Hüten habe sie als Frau nichts zu schaffen. Şöhret wurde verhaftet, vor ein Unabhängigkeitsgericht gestellt und zum Tode verurteilt. Als sie das letzte Wort im Gerichtssaal erhielt, erklärte Şöhret lediglich, wo es denn sowas gebe, dass Frauen hingerichtet würden. Die Ereignisse in Erzurum nach Verabschiedung des Hutgesetzes werden insbesondere von der kemalistischen Geschichtsschreibung Erzurum Hadisesi (Vorfälle in Erzurum) genannt.
Şalcı Şöhret wurde gemeinsam mit 22 Männern 1926 erhängt. Die Hinrichtung fand in der Öffentlichkeit statt. Da Şöhret eine Frau war, zog man ihr einen Mehlsack über den Kopf, um sie nicht den Blicken der Zuschauer auszusetzen und mögliche Reaktionen zu reduzieren.
Die Leichname wurden in einem Massengrab verscharrt. 13 Jahre später wurde das Grab geöffnet und die Angehörigen der Opfer durften die sterblichen Überreste in Empfang nehmen. Der Sohn, der mittlerweile Metzger war, hatte jedoch Angst vor Verfolgung und blieb dem Prozedere fern. So wurde Şalcı Şöhrets Leichnam im Dorf Tuzcu bestattet.

## Rezeption
Sefer Darıcı schrieb einen Roman über Şalcı Şöhret mit dem Titel Darağacında Bir Kadın Şalcı Bacı (Istanbul 2013)